# Sindaci di Granarolo dell'Emilia
Di seguito l'elenco cronologico dei sindaci di Granarolo dell'Emilia e delle altre figure apicali equivalenti che si sono succedute nel corso della storia.

## Regno d'Italia (1861-1946)
| Sindaci nominati dal governo (1860-1889)                   | Sindaci nominati dal governo (1860-1889) | Sindaci nominati dal governo (1860-1889) | Sindaci nominati dal governo (1860-1889) | Sindaci nominati dal governo (1860-1889) | Sindaci nominati dal governo (1860-1889) | Sindaci nominati dal governo (1860-1889) | Sindaci nominati dal governo (1860-1889) |
| Nominativo                                                 | Partito                                  | Partito                                  | Giunta                                   | Giunta                                   | Mandato                                  | Mandato                                  | Elezione                                 |
| Nominativo                                                 | Partito                                  | Partito                                  | Giunta                                   | Giunta                                   | Inizio                                   | Fine                                     | Elezione                                 |
| ---------------------------------------------------------- | ---------------------------------------- | ---------------------------------------- | ---------------------------------------- | ---------------------------------------- | ---------------------------------------- | ---------------------------------------- | ---------------------------------------- |
| Lodovico Gherardi                                          | ?                                        | ?                                        | ?                                        | ?                                        | 1860                                     | 1863                                     |                                          |
| Pietro Rizzoli                                             | ?                                        | ?                                        | ?                                        | ?                                        | 1863                                     | 1863                                     |                                          |
| Francesco Nannetti                                         | ?                                        | ?                                        | ?                                        | ?                                        | 1863                                     | 1865                                     |                                          |
| Girolamo Carboni                                           | ?                                        | ?                                        | ?                                        | ?                                        | 1865                                     | 1865                                     |                                          |
| Gaetano Bacchelli                                          | ?                                        | ?                                        | ?                                        | ?                                        | 1865                                     | 1869                                     |                                          |
| Cesare Canè                                                | ?                                        | ?                                        | ?                                        | ?                                        | 1869                                     | 1870                                     |                                          |
| Alfonso Putti                                              | ?                                        | ?                                        | ?                                        | ?                                        | 1870                                     | 1871                                     |                                          |
| Giuseppe Gambarini                                         | ?                                        | ?                                        | ?                                        | ?                                        | 1871                                     | 1888                                     |                                          |
| Francesco Boriani                                          | ?                                        | ?                                        | ?                                        | ?                                        | 1888                                     | 1888                                     |                                          |
| Angelo Serrazanetti                                        | ?                                        | ?                                        | ?                                        | ?                                        | 1889                                     | 1890                                     |                                          |
| Alberto Rizzoli                                            | ?                                        | ?                                        | ?                                        | ?                                        | 1891                                     | 1893                                     |                                          |
| Rinaldo Giordani                                           | ?                                        | ?                                        | ?                                        | ?                                        | 1893                                     | 1907                                     |                                          |
| Enrico Rizzoli                                             |                                          | Partito Socialista Italiano              |                                          | PSI                                      | 1907                                     | 25 aprile 1909                           |                                          |
| Enrico Rizzoli                                             |                                          | Partito Socialista Italiano              | PSI                                      | 24 luglio 1910                           | 1920                                     |                                          |                                          |
| Sindaci del periodo costituzionale transitorio (1945-1946) |                                          |                                          |                                          |                                          |                                          |                                          |                                          |
| Nominativo                                                 | Partito                                  | Partito                                  | Giunta                                   | Giunta                                   | Mandato                                  | Mandato                                  | Elezione                                 |
| Nominativo                                                 | Partito                                  | Partito                                  | Giunta                                   | Giunta                                   | Inizio                                   | Fine                                     | Elezione                                 |
| Alberto Bellei                                             |                                          | Partito Socialista Italiano              | CLN                                      | CLN                                      | 22 aprile 1945                           | 25 giugno 1945                           | -                                        |
| Walter Mengoli                                             |                                          | Partito Comunista Italiano               | CLN                                      | CLN                                      | 25 giugno 1945                           | 31 marzo 1946                            | -                                        |

## Repubblica italiana (dal 1946)
| Sindaci eletti dal Consiglio comunale (1946-1995)    | Sindaci eletti dal Consiglio comunale (1946-1995) | Sindaci eletti dal Consiglio comunale (1946-1995) | Sindaci eletti dal Consiglio comunale (1946-1995) | Sindaci eletti dal Consiglio comunale (1946-1995) | Sindaci eletti dal Consiglio comunale (1946-1995) | Sindaci eletti dal Consiglio comunale (1946-1995) | Sindaci eletti dal Consiglio comunale (1946-1995) |
| Nominativo                                           | Partito                                           | Partito                                           | Coalizione                                        | Coalizione                                        | Mandato                                           | Mandato                                           | Elezione                                          |
| Nominativo                                           | Partito                                           | Partito                                           | Coalizione                                        | Coalizione                                        | Inizio                                            | Fine                                              | Elezione                                          |
| ---------------------------------------------------- | ------------------------------------------------- | ------------------------------------------------- | ------------------------------------------------- | ------------------------------------------------- | ------------------------------------------------- | ------------------------------------------------- | ------------------------------------------------- |
| Walter Mengoli                                       |                                                   | Partito Comunista Italiano                        |                                                   | PCI                                               | 31 marzo 1946                                     | 1951                                              | Elezioni 1946                                     |
| Walter Mengoli                                       |                                                   | Partito Comunista Italiano                        | PCI                                               | PCI                                               | 27 maggio 1951                                    | 1952                                              | Elezioni 1951                                     |
| Ugo Tassinari                                        | ?                                                 | ?                                                 | PCI                                               | 1952                                              | 1956                                              |                                                   | Elezioni 1951                                     |
| Antonio Cinti                                        |                                                   | Partito Socialista Italiano                       |                                                   | PSI                                               | 27 maggio 1956                                    | 1960                                              | Elezioni 1956                                     |
| Antonio Cinti                                        |                                                   | Partito Socialista Italiano                       | PSI                                               | 6 novembre 1960                                   | 1964                                              | Elezioni 1960                                     |                                                   |
| Antonio Cinti                                        |                                                   | Partito Socialista Italiano di Unità Proletaria   |                                                   | PSIUP                                             | 22 novembre 1964                                  | 1970                                              | Elezioni 1964                                     |
| Antonio Cinti                                        |                                                   | Partito Comunista Italiano                        |                                                   | PCI                                               | 7 giugno 1970                                     | 1974                                              | Elezioni 1970                                     |
| Zeno Zonarelli                                       |                                                   | Partito Comunista italiano                        | 1974                                              | PCI                                               | 1975                                              |                                                   | Elezioni 1970                                     |
| Zeno Zonarelli                                       |                                                   | Partito Comunista italiano                        | PCI                                               | 15 giugno 1975                                    | 1980                                              | Elezioni 1975                                     |                                                   |
| Zeno Zonarelli                                       |                                                   | Partito Comunista italiano                        | PCI                                               | 8 giugno 1980                                     | 1985                                              | Elezioni 1980                                     |                                                   |
| Gino Bergonzoni                                      |                                                   | Partito Comunista Italiano                        |                                                   | PCI                                               | 15 giugno 1985                                    | 1990                                              | Elezioni 1985                                     |
| Gino Bergonzoni                                      |                                                   | Partito Democratico della Sinistra                |                                                   | PCI/PDS                                           | 6 maggio 1990                                     | 9 dicembre 1992                                   | Elezioni 1990                                     |
| Alessandro Ricci                                     |                                                   | Partito Democratico della Sinistra                | 21 dicembre 1992                                  | PCI/PDS                                           | 24 aprile 1995                                    |                                                   | Elezioni 1990                                     |
| Sindaci eletti direttamente dai cittadini (dal 1995) |                                                   |                                                   |                                                   |                                                   |                                                   |                                                   |                                                   |
| Nominativo                                           | Partito                                           | Partito                                           | Coalizione                                        | Coalizione                                        | Mandato                                           | Mandato                                           | Elezione                                          |
| Nominativo                                           | Partito                                           | Partito                                           | Coalizione                                        | Coalizione                                        | Inizio                                            | Fine                                              | Elezione                                          |
| Alessandro Ricci                                     |                                                   | Partito Democratico della Sinistra                |                                                   | centro-sinistra                                   | 24 aprile 1995                                    | 14 giugno 1999                                    | Elezioni 1995                                     |
| Alessandro Ricci                                     |                                                   | Democratici di Sinistra                           |                                                   | centro-sinistra                                   | 14 giugno 1999                                    | 14 giugno 2004                                    | Elezioni 1999                                     |
| Loretta Lambertini                                   |                                                   | Democratici di Sinistra                           |                                                   | centro-sinistra                                   | 14 giugno 2004                                    | 8 giugno 2009                                     | Elezioni 2004                                     |
| Loretta Lambertini                                   |                                                   | Partito Democratico                               |                                                   | PD-FdV-PRC-PdCI-SD-IdV-PSI                        | 8 giugno 2009                                     | 26 maggio 2014                                    | Elezioni 2009                                     |
| Daniela Lo Conte                                     |                                                   | Partito Democratico                               |                                                   | PD-SEL-IdV-PdCI                                   | 26 maggio 2014                                    | 27 maggio 2019                                    | Elezioni 2014                                     |
| Alessandro Ricci                                     |                                                   | Lista civica                                      |                                                   | Lista civica                                      | 27 maggio 2019                                    | 9 giugno 2024                                     | Elezioni 2019                                     |
| Alessandro Ricci                                     |                                                   | Lista civica                                      |                                                   | Lista civica                                      | 9 giugno 2024                                     | in carica                                         | Elezioni 2024                                     |